# Cicliadas
Cicliadas fue un estadista y general de la antigua Grecia. Era hijo de Damaretos de Faras en Acaya. Elegido como strategos de la Liga Aquea en el 208 a. C., se unió a Filipo V de Macedonia en Dime con las fuerzas aqueas, y le ayudó en su invasión de Elis. En el 200 a. C., Cicliadas relevó como strategos a Filopemén, y el rey espartano Nabis aprovechó el cambio para declarar la guerra a los aqueos. Filipo se ofreció para ayudarles, y para llevar la guerra al país del enemigo, con la condición de que le dieran un número suficiente de soldados para las guarniciones de Calcis, Óreo y Corinto. Los aqueos, sin embargo, desconfiaban de Filipo, sospechando que se trataba de una estratagema para obtener rehenes de ellos y forzarles a una guerra con los romanos. Tras eso, Cicliadas contestó que sus leyes le impedían discutir cualquier propuesta si no estaba convocada la asamblea. En el 199/8 a. C., Cicliadas fue expulsado debido a su posición como dirigente del partido pro-macedonio. En el198 a. C. estaba exiliado en la corte de Filipo, asistiéndole en dicho año en su conferencia con Flaminio en Nicea. 
Después de la Batalla de Cinoscéfalas en 197 a. C., Cicliadas fue enviado con Demóstenes y Limneo como embajador de Filipo a Flaminio, quien concedió al rey una tregua de 15 días en vista de firmar una paz permanente.